# Karsten Lund
Pour les articles homonymes, voir Lund.
Karsten Lund (né le 12 novembre 1943 à Nykøbing Falster au Danemark et décédé le  27 mai 2015) est un footballeur international danois, qui évoluait au poste d'attaquant.
Il est connu pour avoir terminé meilleur buteur du championnat du Danemark lors de la saison 1972 avec 16 buts (à égalité avec John Nielsen).